# چرا (شخصیت عروسکی)
چرا نام یک شخصیت عروسکی  به صداپیشگی آزاده مؤیدی‌فرد بود که برای اولین بار در سال ۱۳۸۰ به همراه زیبا بنماران در نقش خاله زیبا در برنامه رنگین کمان ظاهر شد و با اجرای سارا روستاپور و آزاده آل‌ایوب تا سال ۱۳۸۶ ادامه پیدا کرد.
پس از آن پنگول جای او را گرفت. چرا پس از ۸ سال، به همراه پنگول در ویژه برنامه نوروز ۱۳۹۴ برنامه رنگین کمان دوباره با خاله زیبا بنماران به تلویزیون برگشت. آخرین حضور او در نوروز ۱۳۹۴ بود. در حال حاضر این شخصیت در تلویزیون حضور ندارد و دوران حضورش به پایان رسیده است.